# Mary Katherine Bryan
Mary Katherine Bryan (13 de febrero de 1877 – 22 de febrero de 1962) fue una micóloga, botánica, y fitopatóloga estadounidense, cuyas investigaciones se centraron en la mancha de la hoja, y antracnosis causadas por bacterias.
Era aborigen de Maryland. En 1908, obtuvo el B.Sc. por la Universidad Stanford. En 1909, fue a Washington D. C. para tomar un cargo como asistente de horticultura y botánica en la Oficina de Producción Vegetal del U.S. Department of Agriculture a las órdenes de Erwin Frink Smith, el jefe de fitopatología del USDA. Bryan fue una de las veinte asistentes que E. F. Smith contrató durante su permanencia en el USDA, permaneciendo hasta 1939.
Luego, fue profesora en la Universidad de California en Berkeley, donde realizó importantes trabajos sobre el cancro de tomate y enfermedades similares.

## Algunas publicaciones
- 1932. Three bacterial spots of tomato fruit. Circular 282. Ed. USDA, 4 pp.

- 1928. Bacterial canker of tomatoes. Circular 29. Ed. USDA, 8 pp.